# 322 до н. е.

## Події
- скінчилася Ламійська війна
- постало Айрартське царство зі столицею в місті Ані (Камах, на річці Євфрат), династія Єрвандідів.

### Астрономічні явища
- 2 квітня. Повне сонячне затемнення.[1]
- 26 вересня. Кільцеподібне сонячне затемнення.[1]

## Померли
- Аристотель — давньогрецький універсальний вчений, філософ і логік
- Гіперід - афінський політик
- Аріарат I - діадох, правитель Каппадокії
- 12 жовтня — на острові Калаврея скінчив життя самогубством 62-річний афінський оратор і державний діяч Демосфен.